# كريستيان كولومبو (لاعب كرة قدم)
كريستيان كولومبو هو لاعب كرة قدم سويسري، ولد في 24 أبريل 1968 في لوغانو في سويسرا. لعب مع نادي لوغانو.

## مسيرته الكروية
لعب كريستيان كولومبو خلال مسيرته الاحترافية مع ناديين في اثنا عشر موسمًا وسجل خلالها 28 هدفًا ضمن 226 مباراة. حيث فاز في ثلاثة مواسم بالكأس وفي موسم واحد بالدوري.
خاض كريستيان كولومبو مسيرته مع نادي لوغانو في موسم 1986–87 ليلعب معه عشرة مواسم، مشاركًا في 198 مباراة سجل خلالها 25 هدفًا. ثم انتقل إلى نادي سيون في موسم 1995–96 ولمدة موسمين، حيث شارك في 28 مباراة سجل خلالها 3 أهداف.

## وصلات خارجية
- كريستيان كولومبو على موقع قاعدة بيانات كرة القدم.إي يو (الإنجليزية)
- كريستيان كولومبو على موقع ناشيونال فوتبول تيمز (الإنجليزية)